# Зелений Гай (Девладівська сільська громада)
Зелений Гай — село в Україні, у Девладівській сільській громаді Криворізького району Дніпропетровської області. Населення — 144 мешканці.

## Географія
Село Зелений Гай примикає до села Девладове. По селу протікає пересихаючий струмок з загатою. Поруч проходять автомобільна дорога Т 0419 і залізниця, станція Девладове за 1 км.

## Населення

### Мова
Розподіл населення за рідною мовою за даними перепису 2001 року:
| Мова            | Відсоток |
| --------------- | -------- |
| українська      | 93,8 %   |
| російська       | 2,1 %    |
| білоруська      | 1,4 %    |
| молдовська      | 1,4 %    |
| інші/не вказали | 1,4 %    |

## Інтернет-посилання
- Погода в селі Зелений Гай [Архівовано 20 грудня 2011 у Wayback Machine.]

1. ↑  Рідні мови в об'єднаних територіальних громадах України — Український центр суспільних даних